# Moreno Longo
Moreno Longo (Torino, 14 febbraio 1976) è un allenatore di calcio ed ex calciatore italiano, di ruolo difensore.

## Caratteristiche tecniche
Utilizzato in prevalenza come terzino destro, ha giocato anche come marcatore e come libero; nel corso della militanza nella Lucchese è stato impiegato anche come tornante a centrocampo.

## Carriera

### Giocatore

#### Club
Di madre barese e padre foggiano, dopo gli esordi nelle giovanili del Lascaris, società dilettantistica torinese, a undici anni entra a far parte delle giovanili del Torino, con cui debutta in Serie A nel campionato 1994-1995, nella sconfitta per 5-1 sul campo del Milan; nello stesso anno vince anche il Torneo di Viareggio con la Primavera granata. Nelle due annate successive guadagna maggior spazio in prima squadra, collezionando 11 presenze nel campionato 1995-1996 (concluso con la retrocessione dei granata in Serie B), e 18 presenze nel successivo campionato cadetto; in questa stagione partecipa anche con la Primavera al Torneo di Viareggio, perso in finale contro il Bari.
Nell'agosto 1997 passa alla Lucchese, sempre in Serie B, inizialmente in prestito; vi rimane per due stagioni da titolare, fino alla retrocessione del 1999. All'inizio del campionato 1999-2000 viene posto tra i giocatori cedibili; torna in seguito tra i titolari, e indossa anche la fascia di capitano della squadra toscana. Già nel mese di settembre, tuttavia, si trasferisce in comproprietà dal ChievoVerona in un affare che porta alla Lucchese Silvio Giusti e Massimo Lombardini. Rimane in riva all'Adige fino al 2002, dopo essere stato riscattato nell'estate 2000, e fa parte della rosa che ottiene la prima promozione in A nel 2001. In quella stagione Longo si infortuna gravemente riportando la rottura dei legamenti e le sue presenze si limitano a 12.
Dopo un'ulteriore stagione nel Chievo, senza mai scendere in campo a causa dei postumi dell'infortunio, nel gennaio 2003 ridiscende in Serie B passando in prestito al Cagliari, come contropartita per il trasferimento di Gianluca Grassadonia ai clivensi. In Sardegna torna in campo dopo due anni di stop nell'aprile 2003, e disputa in tutto 2 partite; rientrato al Chievo, viene ceduto definitivamente al Teramo, militante in Serie C1. In Abruzzo offre un rendimento inferiore alle attese, complici nuovi infortuni, e conclude il campionato con 5 presenze complessive; a fine stagione, pur non rientrando nei piani tecnici della società, rimane in forza al Teramo. Prosegue la carriera in Serie C2 con le maglia della Pro Vercelli e in Serie D con l'Alessandria, e conclude la carriera all'età di 30 anni nel 2006.

#### Nazionale
Nel settembre 1996 viene convocato per la prima volta nella Nazionale Under-21, con cui colleziona in tutto due presenze.

### Allenatore
Ha iniziato la sua carriera da allenatore nel 2007 con i Giovanissimi del Filadelfia Paradiso di Collegno, portandoli alla vittoria nel campionato regionale. L'anno successivo si trasferisce al Canavese, dove allena i Giovanissimi Nazionali e ottiene la qualificazione per i sedicesimi di finale del campionato nazionale, dove viene poi sconfitto dal Napoli.
Dal 2009 allena gli Allievi del Torino e nel 2012 passa alla guida della formazione Primavera dei granata. Sotto la sua gestione la squadra raggiunge per ben 4 volte di seguito la qualificazione alle Final Eight, vincendo per 2 volte la finale play-off e accedendovi per 2 volte con qualificazione diretta. Nella stagione 2013-2014 porta la squadra Primavera a disputare, contro il Chievo Verona, la finale-scudetto, che perde ai calci di rigore. Nella stagione successiva riporta la squadra in finale per lo scudetto contro la Lazio e vince il Campionato Primavera. Il Torino non vinceva il titolo nazionale da 23 anni. Nella stagione 2015-2016 vince, sempre contro la Lazio, anche la Supercoppa Italiana Primavera.

#### Pro Vercelli
Dopo essere stato accostato anche alla panchina della prima squadra del Torino, l'8 giugno 2016 viene ingaggiato per guidare la prima squadra della Pro Vercelli, in Serie B, con cui firma un contratto biennale. Sotto la sua guida le bianche casacche piemontesi conseguono una tranquilla salvezza con una giornata di anticipo sulla fine della stagione regolare: nel corso del campionato riescono inoltre ad accumulare una serie di 12 risultati utili consecutivi (tra vittorie e pareggi).
Il 14 giugno 2017 risolve consensualmente il contratto con la società eusebiana.

#### Frosinone
Qualche ora dopo avere lasciato la squadra vercellese, viene annunciato ufficialmente come nuovo tecnico del Frosinone, con cui firma un contratto biennale.
Esordisce in campionato il 26 agosto 2017, vincendo 2-0 in inferiorità numerica sul campo della Pro Vercelli, sua ex squadra.
All'ultima giornata della stagione regolamentare 2017-2018 i ciociari mancano la promozione diretta per via del 2-2 rimediato in casa contro il Foggia: il risultato costringe quindi la squadra di Longo al 3º posto e alla disputa dei play-off. Eliminato il Cittadella in semifinale (1-1 sia all'andata sia al ritorno), il Frosinone perde per 2-1 la finale di andata contro il Palermo; Nella partita di ritorno compiono l’impresa con la vittoria per 2-0 al Benito Stirpe che permette alla squadra di Longo di ottenere la promozione in Serie A.
Il 19 dicembre 2018, all'indomani della sconfitta interna contro il Sassuolo (0-2), viene esonerato dopo aver conquistato 8 punti in 16 giornate. La squadra poi retrocederà sotto la guida di Marco Baroni.

#### Torino
Il 4 febbraio 2020 viene chiamato a ricoprire il ruolo di allenatore della prima squadra del Torino, in sostituzione di Walter Mazzarri.
Conclude la stagione raccogliendo 13 punti in 16 partite, facendo ottenere ai granata la salvezza matematica con due giornate d’anticipo.

#### Alessandria
Il 22 gennaio 2021 viene nominato nuovo tecnico dell'Alessandria, in Serie C, in sostituzione dell'esonerato Angelo Gregucci, firmando un contratto valido fino a giugno 2023. Grazie a un fruttuoso girone di ritorno, guida la squadra al secondo posto finale in campionato alle spalle del Como. Nei play-off l'Alessandria supera Feralpisalò ai quarti e AlbinoLeffe in semifinale, qualificandosi per la finale contro il Padova: dopo lo 0-0 dell'andata in trasferta e del ritorno in casa, i grigi si impongono ai tiri di rigore e ottengono la promozione in Serie B; il club alessandrino torna così in cadetteria dopo 46 anni. La stagione seguente la squadra piemontese, perdendo lo scontro diretto con il Vicenza all’ultima giornata, retrocede piazzandosi al terzultimo posto dopo essere stata sopra la zona play-out per buona parte della stagione. Il 29 luglio 2022 risolve consensualmente il proprio contratto con i piemontesi.

#### Como
Il 20 settembre 2022 viene ingaggiato dal Como, in Serie B, sostituendo Giacomo Gattuso, dimessosi per problemi di salute, con la squadra penultima con tre punti raccolti nelle prime sei giornate. Termina il campionato al tredicesimo posto con 47 punti, a due lunghezze dai play-off, avendo collezionato 44 punti in 32 partite. Il 13 novembre 2023, con la squadra al sesto posto e con una partita da recuperare, viene sollevato inaspettatamente dall'incarico da allenatore con la media di 1,75 punti a partita e sostituito ad interim da Cesc Fàbregas, allenatore della formazione Primavera.

#### Bari
Il 19 giugno 2024, viene nominato nuovo tecnico del Bari, in Serie B, con cui sottoscrive un contratto biennale, con rinnovo automatico in caso di promozione. In un'annata contraddistinta da risultati altalenanti, la squadra si classifica al nono posto in campionato, mancando l'accesso ai play-off.
Alla luce dei risultati ottenuti, il 16 giugno 2025 il club pugliese annuncia la propria decisione di non confermare Longo per la stagione successiva.

## Statistiche

### Presenze e reti nei club
| Stagione            | Squadra             | Campionato          | Campionato | Campionato | Coppe nazionali | Coppe nazionali | Coppe nazionali | Coppe continentali | Coppe continentali | Coppe continentali | Altre coppe | Altre coppe | Altre coppe | Totale | Totale |
| Stagione            | Squadra             | Comp                | Pres       | Reti       | Comp            | Pres            | Reti            | Comp               | Pres               | Reti               | Comp        | Pres        | Reti        | Pres   | Reti   |
| ------------------- | ------------------- | ------------------- | ---------- | ---------- | --------------- | --------------- | --------------- | ------------------ | ------------------ | ------------------ | ----------- | ----------- | ----------- | ------ | ------ |
| 1994-1995           | Torino              | A                   | 2          | 0          | CI              | 0               | 0               | -                  | -                  | -                  | -           | -           | -           | 2      | 0      |
| 1995-1996           | Torino              | A                   | 11         | 0          | CI              | 2               | 0               | -                  | -                  | -                  | -           | -           | -           | 13     | 0      |
| 1996-1997           | Torino              | B                   | 18         | 0          | CI              | 0               | 0               | -                  | -                  | -                  | -           | -           | -           | 18     | 0      |
| Totale Torino       | Totale Torino       | Totale Torino       | 31         | 0          |                 | 2               | 0               |                    | -                  | -                  |             | -           | -           | 33     | 0      |
| 1997-1998           | Lucchese            | B                   | 35         | 0          | CI              | 0               | 0               | -                  | -                  | -                  | -           | -           | -           | 35     | 0      |
| 1998-1999           | Lucchese            | B                   | 30         | 0          | CI              | 4               | 0               | -                  | -                  | -                  | -           | -           | -           | 34     | 0      |
| lug.-set. 1999      | Lucchese            | B                   | 3          | 1          | CI              | 4               | 0               | -                  | -                  | -                  | -           | -           | -           | 7      | 1      |
| Totale Lucchese     | Totale Lucchese     | Totale Lucchese     | 68         | 1          |                 | 8               | 0               |                    | -                  | -                  |             | -           | -           | 76     | 1      |
| set. 1999-2000      | Chievo              | B                   | 17         | 0          | CI              | 0               | 0               | -                  | -                  | -                  | -           | -           | -           | 17     | 0      |
| 2000-2001           | Chievo              | B                   | 12         | 0          | CI              | 3               | 0               | -                  | -                  | -                  | -           | -           | -           | 15     | 0      |
| 2001-2002           | Chievo              | A                   | 0          | 0          | CI              | 0               | 0               | -                  | -                  | -                  | -           | -           | -           | 0      | 0      |
| 2002-gen. 2003      | Chievo              | A                   | 0          | 0          | CI              | 0               | 0               | -                  | -                  | -                  | -           | -           | -           | 0      | 0      |
| Totale Chievo       | Totale Chievo       | Totale Chievo       | 29         | 0          |                 | 3               | 0               |                    | -                  | -                  |             | -           | -           | 32     | 0      |
| gen.-giu. 2003      | Cagliari            | B                   | 2          | 0          | CI              | 0               | 0               | -                  | -                  | -                  | -           | -           | -           | 2      | 0      |
| 2003-2004           | Teramo              | C1                  | 5          | 0          | CI              | 2               | 0               | -                  | -                  | -                  | -           | -           | -           | 7      | 0      |
| 2004-2005           | Pro Vercelli        | C2                  | 21+2       | 1          | -               | -               | -               | -                  | -                  | -                  | -           | -           | -           | 23     | 1      |
| 2005-2006           | Alessandria         | D                   | 17         | 0          | CI-D            | 0               | 0               | -                  | -                  | -                  | -           | -           | -           | 17     | 0      |
| lug.-set. 2006      | Pro Vercelli        | C2                  | 1          | 0          | -               | -               | -               | -                  | -                  | -                  | -           | -           | -           | 1      | 0      |
| Totale Pro Vercelli | Totale Pro Vercelli | Totale Pro Vercelli | 24         | 1          |                 | -               | -               |                    | -                  | -                  |             | -           | -           | 24     | 1      |
| Totale carriera     | Totale carriera     | Totale carriera     | 176        | 2          |                 | 15              | 0               |                    | -                  | -                  |             | -           | -           | 191    | 2      |

### Statistiche da allenatore
Statistiche aggiornate al 13 maggio 2025.
| Stagione           | Squadra            | Campionato         | Campionato | Campionato | Campionato | Campionato | Coppe nazionali | Coppe nazionali | Coppe nazionali | Coppe nazionali | Coppe nazionali | Coppe continentali | Coppe continentali | Coppe continentali | Coppe continentali | Coppe continentali | Altre coppe | Altre coppe | Altre coppe | Altre coppe | Altre coppe | Totale | Totale | Totale | Totale | % Vittorie | Piazzamento      |
| Stagione           | Squadra            | Comp               | G          | V          | N          | P          | Comp            | G               | V               | N               | P               | Comp               | G                  | V                  | N                  | P                  | Comp        | G           | V           | N           | P           | G      | V      | N      | P      | %          | Piazzamento      |
| ------------------ | ------------------ | ------------------ | ---------- | ---------- | ---------- | ---------- | --------------- | --------------- | --------------- | --------------- | --------------- | ------------------ | ------------------ | ------------------ | ------------------ | ------------------ | ----------- | ----------- | ----------- | ----------- | ----------- | ------ | ------ | ------ | ------ | ---------- | ---------------- |
| 2016-2017          | Pro Vercelli       | B                  | 42         | 10         | 19         | 13         | CI              | 2               | 1               | 0               | 1               | -                  | -                  | -                  | -                  | -                  | -           | -           | -           | -           | -           | 44     | 11     | 19     | 14     | 25,00      | 16º              |
| 2017-2018          | Frosinone          | B                  | 42+4       | 19+1       | 15+2       | 8+1        | CI              | 2               | 1               | 0               | 1               | -                  | -                  | -                  | -                  | -                  | -           | -           | -           | -           | -           | 48     | 21     | 17     | 10     | 43,75      | 3º (prom.)       |
| ago.-dic. 2018     | Frosinone          | A                  | 16         | 1          | 5          | 10         | CI              | 1               | 0               | 0               | 1               | -                  | -                  | -                  | -                  | -                  | -           | -           | -           | -           | -           | 17     | 1      | 5      | 11     | &5,88      | Eson.            |
| Totale Frosinone   | Totale Frosinone   | Totale Frosinone   | 62         | 21         | 22         | 19         |                 | 3               | 1               | 0               | 2               |                    | -                  | -                  | -                  | -                  |             | -           | -           | -           | -           | 65     | 22     | 22     | 21     | 33,85      |                  |
| feb.-ago. 2020     | Torino             | A                  | 16         | 3          | 4          | 9          | CI              | -               | -               | -               | -               | UEL                | -                  | -                  | -                  | -                  | -           | -           | -           | -           | -           | 16     | 3      | 4      | 9      | 18,75      | Sub., 16º        |
| gen.-giu. 2021     | Alessandria        | C                  | 19+6       | 11+2       | 4+3        | 4+1        | CI              | -               | -               | -               | -               | -                  | -                  | -                  | -                  | -                  | -           | -           | -           | -           | -           | 25     | 13     | 7      | 5      | 52,00      | Sub., 2º (prom.) |
| 2021-2022          | Alessandria        | B                  | 38         | 8          | 10         | 20         | CI              | 2               | 1               | 0               | 1               | -                  | -                  | -                  | -                  | -                  | -           | -           | -           | -           | -           | 40     | 9      | 10     | 21     | 22,50      | 18º (retr.)      |
| Totale Alessandria | Totale Alessandria | Totale Alessandria | 63         | 21         | 17         | 25         |                 | 2               | 1               | 0               | 1               |                    | -                  | -                  | -                  | -                  |             | -           | -           | -           | -           | 65     | 22     | 17     | 26     | 33,85      |                  |
| set. 2022-2023     | Como               | B                  | 32         | 10         | 14         | 8          | CI              | -               | -               | -               | -               | -                  | -                  | -                  | -                  | -                  | -           | -           | -           | -           | -           | 32     | 10     | 14     | 8      | 31,25      | Sub., 13º        |
| lug.-nov. 2023     | Como               | B                  | 12         | 6          | 3          | 3          | CI              | 1               | 0               | 0               | 1               | -                  | -                  | -                  | -                  | -                  | -           | -           | -           | -           | -           | 13     | 6      | 3      | 4      | 46,15      | Eson.            |
| Totale Como        | Totale Como        | Totale Como        | 44         | 16         | 17         | 11         |                 | 1               | 0               | 0               | 1               |                    | -                  | -                  | -                  | -                  |             | -           | -           | -           | -           | 45     | 16     | 17     | 12     | 35,56      |                  |
| 2024-2025          | Bari               | B                  | 38         | 10         | 18         | 10         | CI              | 1               | 0               | 1               | 0               | -                  | -                  | -                  | -                  | -                  | -           | -           | -           | -           | -           | 39     | 10     | 19     | 10     | 25,64      | 9º               |
| Totale carriera    | Totale carriera    | Totale carriera    | 262        | 80         | 95         | 87         |                 | 9               | 3               | 1               | 5               |                    | -                  | -                  | -                  | -                  |             | -           | -           | -           | -           | 271    | 83     | 96     | 92     | 30,63      |                  |

## Palmarès

### Giocatore

#### Club

##### Competizioni giovanili
- Torneo di Viareggio: 1

Torino: 1995

### Allenatore

#### Club

##### Competizioni giovanili
- Campionato Primavera: 1

Torino: 2014-2015
- Supercoppa Primavera: 1

Torino: 2015